# ジェーン・パウエル
ジェーン・パウエル（Jane Powell, 1929年4月1日 - 2021年9月16日）は、アメリカ合衆国出身の女優、歌手、ダンサーである。

## 人物
1929年4月1日、アメリカ合衆国オレゴン州ポートランドで生まれる。1943年に初めてメトロ・ゴールドウィン・メイヤー（MGM）と契約を結び、50年代までMGMミュージカルの歌うスターとして活躍した。
2021年9月16日、コネチカット州ウィルトンの自宅で死去。92歳没。

## 主な出演作品

### テレビドラマ
- LAW & ORDER:性犯罪特捜班
- 愉快なシーバー家（アーマ）

### 映画
- スイングの少女 A Date with Judy (1948) - ジュディ
- トゥ・ウィークス・ウイズ・ラブ Two Weeks with Love (1950)　劇場未公開 - パティ
- 恋愛準決勝戦 Royal Wedding (1951) - エレン
- スモール・タウン・ガール Small Town Girl (1953)　劇場未公開 - シンディ
- 掠奪された七人の花嫁 Seven Brides for Seven Brothers (1954) - ミリー
- 我が心に君深く Deep in My Heart (1954)
- 艦隊は踊る Hit the Deck (1955) - スーザン
- 求婚大作戦 The Girl Most Likely (1958) - ドディ
- 恐怖の島 Enchanted Island (1958)
- メイデイ40,000フィート Mayday at 40,000 Feet! (1976)